# Теорія автоматичного керування

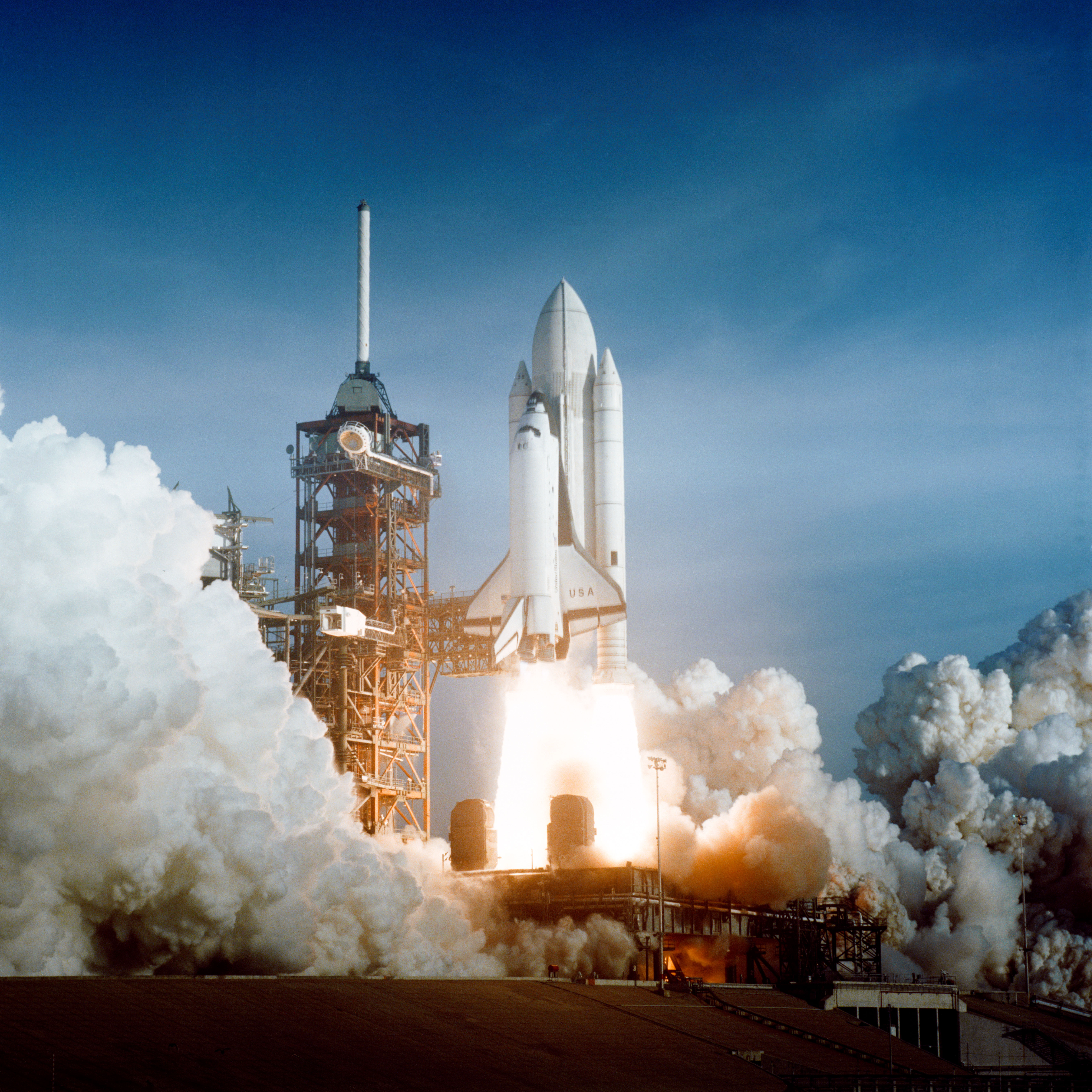
Системи автоматичного керування відіграють ключову роль в космічному польоті

Тео́рія автомати́чного керува́ння (ТАК) — наукова дисципліна, що виявляє і вивчає загальні закономірності функціонування властиві для автоматичних систем різної фізичної природи, і на основі цих закономірностей розробляє принципи побудови високоякісних систем керування. При вивченні процесів керування в ТАК абстрагуються від фізичних і конструктивних особливостей систем і замість реальних систем розглядають їхні адекватні математичні моделі.
Теорія автоматичного керування — розділ кібернетики (технічна кібернетика), що вивчає способи керування різноманітними технічними пристроями, технологічними процесами і виробництвами.

## Історія
Автоматичні системи управління були вперше розроблені більше двох тисяч років тому. Вважається, що першим відомим пристроєм керування зі зворотним зв’язком був стародавній водяний годинник Ктесібія (285–222) в Александрії, Єгипет, близько третього століття до н.е. Різні автоматичні пристрої використовувалися протягом століть для виконання корисних завдань або просто для розваги. Останній включає в себе автомати, популярні в Європі в 17-му і 18-му століттях, що містять танцюючі фігури, які повторюють те саме завдання знову і знову; ці автомати є прикладами керування без циклу. Віхи серед пристроїв зворотного зв’язку, або пристроїв автоматичного керування «замкнутого циклу», включають регулятор температури печі, який приписують нідерландському винахіднику Дреббелю ((1572 – 1633), приблизно 1620 рік, і відцентровий термостат, який використовувався для регулювання швидкості парових двигунів шотландським механіком Джеймсом Ваттом (1736 — 1819) у 1788 році.
У своїй статті «Про регулятори» 1868 року шотландський вчений Джеймс Клерк Максвелл (1831 — 1879) зміг пояснити нестабільність, яку демонструє регулятор, використовуючи диференціальні рівняння для опису системи керування. Це продемонструвало важливість і корисність математичних моделей і методів для розуміння складних явищ, а також стало початком математичного управління та теорії систем. Елементи теорії управління з'явилися раніше, але не так різко і переконливо, як в аналізі Максвелла.
Теорія управління досягла значних успіхів протягом наступного століття. Нові математичні методи, а також досягнення в електронних і комп’ютерних технологіях зробили можливим контролювати все складніші динамічні системи. Нові математичні методи включали розробки в області оптимального керування в 1950-х і 1960-х роках, а потім прогрес у стохастичних, стійких, адаптивних, нелінійних методах управління в 1970-х і 1980-х роках. Застосування методології управління допомогло зробити можливими космічні подорожі та супутники зв’язку, безпечніші та ефективніші літаки, чистіші автомобільні двигуни та чистіші та ефективніші хімічні процеси.
До того, як це стало унікальною дисципліною, техніка керування практикувалася як частина машинобудування, а теорія керування вивчалася як частина електротехніки, оскільки електричні кола часто можна легко описати за допомогою методів теорії керування.

## Основні поняття
Керування — процес приведення певного фізичного об'єкта в стан, що відповідає деякій меті.
Мета — причина керування, що спричиняє дію на її досягнення. Дія на об'єкт управління призначена для досягнення мети керування.
Автоматичне керування — здійснення певних керуючих впливів на заданий об'єкт, необхідних і достатніх для його цілеспрямованого функціонування із заданою точністю без особистої участі людини.
Система автоматичного керування (САК) включає об'єкт керування і пристрій керування.
Пристрій керування — сукупність технічних засобів, за допомогою яких здійснюється керування технологічними параметрами об'єкта керування.
Об'єкт керування (ОК) — це пристрій (або сукупність пристроїв), що здійснює технічний процес і потребує спеціально організованих впливів ззовні для забезпечення свого алгоритму функціонування.
Алгоритм функціонування — це сукупність правил, що ведуть до правильного виконання технічного процесу в якому-небудь пристрої або в сукупності пристроїв (системі).
Алгоритм керування — це сукупність настанов, що визначають характер впливів на ОК з метою забезпечення його алгоритму функціонування.
Регулювання — окремий випадок керування, мета якого полягає в підтримці на заданому рівні однієї чи декількох регульованих величин.
Регулятор — перетворює похибку регулювання ε(t) в керуючий[що?] вплив на об'єкт керування.
Задаючий[що?] вплив g(t) — визначає необхідний закон регулювання вихідної величини.
Похибка регулювання ε(t)= g(t)-у(t), різниця між необхідним значенням регульованої величини і поточним її значенням. Якщо ε(t) відмінна від нуля, то цей сигнал поступає на вхід регулятора, який формує таку регулюючу[що?] дію, щоб у результаті з часом ε(t)= 0.
Збурюючий[що?] вплив f(t) — порушує необхідний функціональний зв'язок. Причини збурень — зміна навантаження та завади (зовнішні і внутрішні).

## Функціональні схеми

Типова схема САК

Принцип відхилення керованої змінної в ТАК

Принцип компенсації збурень в ТАК

Принцип комбінованого регулювання в ТАК

Функціональна схема елементу — схема системи автоматичного регулювання і керування, складена за функціями, яку виконує цей елемент.
Вихідні сигнали — параметри, що характеризують стан об'єкта керування і істотні для процесу керування.
Виходи системи — точки системи, в яких вихідні сигнали можуть спостерігатися у вигляді певних фізичних величин.
Входи системи — точки системи, в яких прикладені зовнішні дії.
Вхідні сигнали:
- завади — сигнали, не пов'язані з джерелами інформації про завдання і результати управління.
- корисні — сигнали, пов'язані з джерелами інформації про завдання і результати управління.

Системи:
- одновимірні — системи з одним входом і одним виходом.
- багатовимірні — системи з декількома входами і виходами.

## Принципи управління САК
Зворотний зв'язок — зв'язок, при якому на вхід регулятора подається дійсне значення вихідної змінної, а також задане значення регульованої змінної.
- жорсткий — такий ЗЗ, при якому на вхід регулятора поступає сигнал, пропорційний вихідному сигналу об'єкта в будь-який момент часу.
- гнучкий — такий ЗЗ, при якому на вхід регулятора поступає не лише сигнал, пропорційний вихідному сигналу об'єкта, але і сигнал пропорційний, до похідних вихідної змінної.

Управління за принципом відхилення керованої змінної: — зворотний зв'язок утворює замкнутий контур. На керований об'єкт подається дія, пропорційна сумі (різниці) між вихідною змінною і заданим значенням так, щоб ця сума (різниця) зменшувалася.
Управління за принципом компенсації збурень: — на вхід регулятора потрапляє сигнал, пропорційний збурюючій дії. Відсутня залежність між керуючою дією і результатом цієї дії на об'єкт.
Управління за принципом комбінованого регулювання: — використовується одночасно регулювання за збуренням і за відхиленням, що забезпечує найвищу точність управління.

## Класифікація САК
За характером керування:
- системи керування
- системи регулювання

За характером дії:
- системи безперервної дії
- системи дискретної дії

За використанням інформації про стан об'єкта керування :
- керування зі зворотним зв'язком
- керування без зворотного зв'язку

 За ступенем використання інформації про параметри і структуру об'єкта керування :
- адаптивний
- неадаптивний
- пошуковий
- безпошуковий
- з ідентифікацією
- із змінною структурою

За ступенем перетворення координат в САК:
- детермінований {\displaystyle f(t)=f(t+1)}
- стохастичний (з випадковими діями){\displaystyle f(t)\neq f(t+1)}

За видом математичної моделі перетворення координат :
- лінійні
- нелінійні (релейні, логічні та ін.)

За видом керуючих дій :
- аналогові
- дискретні (перервні, імпульсні, цифрові)

 За ступенем участі людини :
- ручні
- автоматичні
- автоматизовані (людина в управлінні)

За законом зміни вихідної змінної :
- стабілізуюча: задане значення вихідної змінної є незмінним.
- програмна: вихідна змінна змінюється за певною, заздалегідь заданою програмою.
- слідкуюча: задане значення вихідної змінної залежить від значення невідомої заздалегідь змінної на вході автоматичної системи.

За кількістю керованих і регульованих змінних :
- одновимірні
- багатовимірні

За ступенем самоналагодження, адаптації, оптимізації і інтелектуальності :
- екстремальні
- самоналагоджувальні
- інтелектуальні

За дією чутливого (вимірювального) елементу на регулюючий орган:
- системи прямого керування
- системи непрямого керування

## Математичні моделі лінійних САК
Детерміновані
{\displaystyle W_{0}(p)={\frac {A(p)}{B(p)}}}
{\displaystyle W_{0}(p)={\frac {K_{0}}{T_{0}p}}e^{-p\tau }}
Статистичні
Характеризуються набором статистичних параметрів і функцій розподілу.
Для їхнього дослідження використовуються методи математичної статистики.
Адаптивні
Використовують для опису об'єкта керування детерміновано-стохастичні методи.

## Види дій. Перехідна, вагова, передавальна функції
- Одинична сходинкова функція — спеціальна математична функція, чиє значення дорівнює нулю для від'ємних аргументів і одиниці для додатних аргументів
- Одинична імпульсна функція — похідна від одиничної сходинкової функції. Характеризує собою імпульс нескінченно великої амплітуди, що протікає за нескінченно малий проміжок часу. Геометричний сенс — площа, обмежена цією функцією, рівна 1.
- Перехідна функція — це реакція системи на одиничний сходинковий сигнал.
- Вагова функція — це реакція системи на одиничний імпульс.
- Передавальна функція — відношення перетворення Лапласа вихідного сигналу до перетворення Лапласа вхідного за нульових початкових умов і нульових зовнішніх збурень.

## Передавальна функція з'єднання ланок

### Послідовне з'єднання
Wе(p) = W1(p)W2(p)…Wn(p) = {\displaystyle \prod _{i=1}^{n}W_{i}}

### Паралельне з'єднання
Wе(p) = W1(p) + W2(p) + … + Wn(p) = {\displaystyle \sum _{i=1}^{n}W_{i}}

### Передавальна функція замкнутої системи
- WЗЗ(p) — рівняння, що описує рівняння зворотного зв'язку
- W(p) — рівняння, що описує ланку
- G(p) — рівняння, що описує вхідну дію
- UЗЗ(p) — рівняння, що описує вихідний сигнал ланки зворотного зв'язку
- ΔU(p) — рівняння, що описує суму (різниця)
- Y(p) — рівняння, що описує вихідний сигнал системи

{\displaystyle f(n)=\left\{{\begin{matrix}Y(p)=W(p)\Delta U(p)\\U_{33}(p)=W_{33}(p)Y(p)\\\Delta U(p)=G(p)\mp U_{33}(p)\end{matrix}}\right.}
Розв'язуючи цю систему рівнянь, отримаємо такі результати:
{\displaystyle Y(p)=W(G(p)\mp W_{33}(p)Y(p))}
{\displaystyle Y(p)\pm W(p)W_{33}(p)Y=W(p)G(p)}
{\displaystyle Y={{W(p)G(p)} \over {1\pm W(p)W_{33}(p)}}}
{\displaystyle W_{\ni }(p)={Y \over G(p)}={W(p) \over 1\pm W(p)W_{33}(p)}}

## Отримання передавальної функції в просторі станів
Вхідний і вихідний сигнал задаються системою
{\displaystyle f(n)=\left\{{\begin{matrix}{\dot {x}}(t)=A\cdot x(t)+B\cdot U(t)\\y(t)=C\cdot x(t)+D\cdot U(t)=C\cdot x(t)\end{matrix}}\right.}, оскільки у вимірювальному пристрої зовнішніх дій немає.
Aij = const
Bij = const
Нехай E — одинична матриця, тоді: PEx — Ax = BU
PE — A) x = BU
x(0) = 0
{\displaystyle W_{x}(p)={X(p) \over U(p)}={(PE-A)^{-1}B\cdot U(p) \over U(p)}=(PE-A)^{-1}B=\Phi (p)\cdot B}
{\displaystyle W_{y}(p)=Y(p)=C\cdot \Phi (p)\cdot B}
{\displaystyle W'_{y}(p)={Y(p) \over X(p)}={C\cdot \Phi (p)\cdot B \over \Phi (p)\cdot B}}

## Лінеаризація систем і ланок
Нехай САК регулюється і описується нелінійним рівнянням
{\displaystyle F(x,{\dot {x}},y,{\dot {y}},{\ddot {y}},..,f,{\dot {f}},{\ddot {f}})=0}
Причому, нелінійність несуттєва, тобто цю функцію можна розкласти в ряд Тейлора в околиці стаціонарної точки, наприклад, при зовнішньому збуренні f = 0.
Рівняння цієї ланки в сталому режимі виглядає таким чином:
{\displaystyle F(x^{0},0,y^{0},0,0)=0,x_{k}^{0},y_{k}^{0}}, початкові точки, похідні відсутні.
Тоді, розкладаючи нелінійну функцію в ряд Тейлора, отримаємо:
{\displaystyle F(x^{0},y^{0})+\left({\frac {\partial F}{\partial x}}\right)^{0}\Delta x+\left({\frac {\partial F}{\partial {\dot {x}}}}\right)^{0}\Delta {\dot {x}}+\left({\frac {\partial F}{\partial y}}\right)^{0}\Delta y+\left({\frac {\partial F}{\partial {\dot {y}}}}\right)^{0}\Delta {\dot {y}}+\left({\frac {\partial F}{\partial {\ddot {y}}}}\right)^{0}\Delta {\ddot {y}}+R_{n}=0,R_{n},} — залишковий член
{\displaystyle F(x,y)^{0}+\left(-b_{1}\right)\Delta x+\left(-b_{0}\right)\Delta {\dot {x}}+\left(a_{2}\right)\Delta y+\left(a_{1}\right)\Delta {\dot {y}}+\left(a_{0}\right)\Delta {\ddot {y}}+R_{n}=0}
{\displaystyle \left\{{\begin{matrix}\Delta x\rightarrow 0\\\Delta y\rightarrow 0\end{matrix}}\right.\Rightarrow R_{n}\rightarrow 0}
{\displaystyle a_{0}{\frac {d^{2}y}{dt^{2}}}+a_{1}{\frac {dy}{dt}}+a_{0}y=b_{0}{\frac {dx}{dt}}+b_{1}x}
Від нелінійного запису перейшли до лінійного.
Перейдемо до операторного рівняння:
{\displaystyle (a_{0}p^{2}+a_{1}p+a_{2})y=(b_{0}p+b_{1})x}
{\displaystyle F()\rightarrow F(\Delta x,\Delta y)\rightarrow LE\rightarrow OE}

## Стійкість лінійних систем
Стійкість — властивість САК повертатися в заданий або близький до нього сталий режим після якого-небудь збурення.
Стійка САК — система, в якій перехідні процеси є згасаючими.
{\displaystyle (a_{0}p^{n}+a_{1}p^{n-1}+..+a_{n})y=(b_{0}p^{m}+b_{1}p^{m-1}+..+b_{m})g} — операторна форма запису лінеаризованого рівняння.
y(t) = yуст(t)+yп = yвим(t)+yвл
yуст(yвим) — частковий розв'язок лінеаризованого рівняння.
yп(yвл) — загальний розв'язок лінеаризованого рівняння як однорідного диференціального рівняння, тобто {\displaystyle D(a_{0}p^{n}+a_{1}p^{n-1}+..+a_{n})y=0}
САК стійка, якщо перехідні процеси уп(t)що викликаються будь-якими збуреннями, будуть згасаючими з часом, тобто
{\displaystyle y_{n}(t)\rightarrow 0} при {\displaystyle t\rightarrow {\mathcal {1}}}
Вирішуючи диференціальне рівняння в загальному випадку, отримаємо комплексні корені pi, pi+1 = ±αi ± jβi
Кожній парі комплексно-спряжених коренів відповідає наступна складова рівняння перехідного процесу :
{\displaystyle c_{i}e^{(\alpha _{i}+j\beta _{i})t}+c_{i+1}e^{(\alpha _{i}-j\beta _{i})t}=\alpha _{i}(c_{i}e^{j\beta _{i}t}+c_{i+1}e^{-j\beta _{i}t})=Ae^{\alpha _{i}t}\sin {(\beta _{i}t+\varphi _{i})}}, де
{\displaystyle A={\sqrt {c_{i}^{2}+c_{i+1}^{2}}}},
{\displaystyle \operatorname {tg} {\varphi _{i}}={c_{i}+c_{i+1} \over c_{i}-c_{i+1}}}

З отриманих результатів видно, що:
- при ∀αi<0 виконується умова стійкості, тобто перехідний процес з часом прагне до ууст (Теорема Ляпунова 1);
- при ∃αi>0, виконується умова нестійкості (Теорема Ляпунова 2), тобто {\displaystyle Ae^{\alpha _{i}t}\sin {(\beta _{i}t+\varphi _{i})}\rightarrow {\mathcal {1}}}, що призводить до коливань, що розходяться;
- при ∃αi=0 і ¬∃αi>0 {\displaystyle Ae^{\alpha _{i}t}\sin {(\beta _{i}t+\varphi _{i})}=const}, що призводить до незгасаючих синусоїдальних коливань системи(Теорема Ляпунова 3).

## Критерії стійкості

### Критерій Рауса
Для визначення стійкості системи будуються таблиці виду:
| Коефіцієнти                                    | Рядки | стовпець 1                                                     | стовпець 2                                     | стовпець 3                                |
| ---------------------------------------------- | ----- | -------------------------------------------------------------- | ---------------------------------------------- | ----------------------------------------- |
|                                                | 1     | {\displaystyle C_{11}=a_{0}=T_{1}T_{2}T_{3}}                   | {\displaystyle C_{12}=a_{1}=T_{1}+T_{2}+T_{3}} | {\displaystyle C_{13}=a_{4}}              |
|                                                | 2     | {\displaystyle C_{21}=a_{1}=T_{1}T_{2}+T_{2}T_{3}+T_{1}+T_{3}} | {\displaystyle C_{22}=a_{3}=1+k}               | {\displaystyle C_{23}=a_{5}}              |
| {\displaystyle r_{3}={\frac {C_{11}}{C_{21}}}} | 3     | {\displaystyle C_{31}=C_{12}-r_{3}C_{22}}                      | {\displaystyle C_{32}=C_{13}-r_{3}C_{23}}      | {\displaystyle C_{33}=C_{14}-r_{3}C_{24}} |
| {\displaystyle r_{4}={\frac {C_{21}}{C_{31}}}} | 4     | {\displaystyle C_{41}=C_{22}-r_{4}C_{32}}                      | {\displaystyle C_{42}=C_{23}-r_{4}C_{24}}      | {\displaystyle C_{43}=C_{24}-r_{4}C_{34}} |

Для стійкості системи необхідно, щоб всі елементи першого стовпчика мали додатні значення і, якщо в першому стовпці присутні від'ємні елементи — система нестійка; якщо хоча б один елемент дорівнює нулю, а інші додатні, то система на межі стійкості.

### КритерійГурвіца
{\displaystyle D(p)=a_{0}p^{n}+a_{1}p^{n-1}+...+a_{n}}
{\displaystyle \Delta _{n}=a_{n}\cdot \Delta _{n-1}={\begin{vmatrix}a_{1}&a_{3}&a_{5}&...&0\\a_{0}&a_{2}&a_{4}&...&0\\0&a_{1}&a_{3}&...&0\\...&...&...&...&...\\0&...&...&...&a_{n}\end{vmatrix}}}
 — Визначник Гурвіца 
Теорема: Для стійкості замкнутої САК необхідно і достатньо, щоб визначник Гурвіца і всі його мінори були додатні при
{\displaystyle a_{0}>0.}

### Критерій Михайлова
{\displaystyle D(p)=a_{0}p^{n}+a_{1}p^{n-1}+...+a_{n}}
Замінимо
{\displaystyle p=j\omega }
, де ω — кутова частота коливань, відповідних чисто уявному кореню даного характеристичного полінома.
{\displaystyle D(j\omega )=X(\omega )+jY(\omega )=A(\omega )e^{j\psi (\omega )}}
{\displaystyle X(\omega )=a_{n}-a_{n-2}\omega ^{2}+...}
{\displaystyle Y(\omega )=a_{n-1}\omega -a_{n-3}\omega ^{3}+...}
Критерій: для стійкості лінійної системи n-го порядку необхідно і достатньо, щоб крива Михайлова, побудована в координатах {\displaystyle X(\omega ),Y(\omega )}, проходила послідовно через n квадрантів.
{\displaystyle D(p)=a_{0}(p-p_{1})(p-p_{2})...(p-p_{n})}
{\displaystyle p=j\omega \Rightarrow D(j\omega )=a_{0}(j\omega -p_{1})(j\omega -p_{2})...(j\omega -p_{n})}
Розглянемо залежність між кривою Михайлова та знаками його коренів (α>0 і β>0) 
1) Корінь характеристичного рівняння — від'ємне дійсне число
{\displaystyle p_{1}=-\alpha _{1}}
Відповідний даному кореню співмножник
{\displaystyle (\alpha _{1}+j\omega )}
{\displaystyle \left\{{\begin{matrix}\omega \rightarrow +{\mathcal {1}}\\p_{1}=-\alpha _{1}\end{matrix}}\right.\Rightarrow \psi \rightarrow {\frac {\pi }{2}}}
2) Корінь характеристичного рівняння — додатне дійсне число
{\displaystyle p_{1}=+\alpha _{1}}
Відповідний даному кореню співмножник
{\displaystyle (\alpha _{1}-j\omega )}
{\displaystyle \left\{{\begin{matrix}\omega \rightarrow +{\mathcal {1}}\\p_{1}=+\alpha _{1}\end{matrix}}\right.\Rightarrow \psi \rightarrow -{\frac {\pi }{2}}}
3) Корінь характеристичного рівняння — комплексна пара чисел з від'ємною дійсною частиною
{\displaystyle p_{2,3}=-\alpha _{1}\pm j\beta }
Відповідний даному кореню співмножник
{\displaystyle (j\omega +\alpha _{1}-j\beta )(j\omega +\alpha _{1}+j\beta )}
{\displaystyle \left\{{\begin{matrix}\omega \rightarrow +{\mathcal {1}}\\p_{2}=-\alpha _{1}+j\beta \\p_{3}=-\alpha _{1}-j\beta \end{matrix}}\right.\Rightarrow \left\{{\begin{matrix}\psi _{2}\rightarrow +{\frac {\pi }{2}}-\gamma \\\psi _{3}\rightarrow +{\frac {\pi }{2}}+\gamma \end{matrix}}\right.\Rightarrow \psi \rightarrow +2{\frac {\pi }{2}}=+\pi }
, де
{\displaystyle \gamma =\operatorname {arctg} {\frac {\beta }{\alpha }}}
4) Корінь характеристичного рівняння — комплексна пара чисел з додатною дійсною частиною
{\displaystyle p_{2,3}=+\alpha _{1}\pm j\beta }
Відповідний даному кореню співмножник
{\displaystyle (j\omega -\alpha _{1}-j\beta )(j\omega -\alpha _{1}+j\beta )}
{\displaystyle \left\{{\begin{matrix}\omega \rightarrow +{\mathcal {1}}\\p_{2}=+\alpha _{1}+j\beta \\p_{3}=+\alpha _{1}-j\beta \end{matrix}}\right.\Rightarrow \left\{{\begin{matrix}\psi _{2}\rightarrow -{\frac {\pi }{2}}+\gamma \\\psi _{3}\rightarrow -{\frac {\pi }{2}}-\gamma \end{matrix}}\right.\Rightarrow \psi \rightarrow -2{\frac {\pi }{2}}=-\pi }
, де
{\displaystyle \gamma =\operatorname {arctg} {\frac {\beta }{\alpha }}}

### КритерійНайквіста
Критерій Найквіста — це графоаналітичний критерій. Характерною його особливістю є те, що висновок про стійкість або нестійкість замкнутої системи робиться в залежності від виду амплітудно-фазової або логарифмічних частотних характеристик розімкнутої системи.
Нехай розімкнена система представлена у вигляді полінома
{\displaystyle W(p)={\frac {R(p)}{Q(p)}}={\frac {b_{0}p^{n}+b_{1}p^{n-1}+...+a^{n}}{a_{0}p^{m}+a_{1}p^{m-1}+...+a^{m}}}}
тоді зробимо підстановку
{\displaystyle p=j\omega }
і отримаємо:
{\displaystyle W(j\omega )={\frac {R(j\omega )}{Q(j\omega )}}(*)=X(\omega )+jY(\omega )=A(\omega )e^{j\psi (\omega )}}
Для зручнічої побудови годографа при n> 2 приведемо рівняння (*) до «стандартного» вигляду:
{\displaystyle W(j\omega )={\frac {K(1+j\omega \tau _{1})(1+j\omega \tau _{2})[(1-\tau _{3}^{2}\omega ^{2})+2j\xi _{3}\tau _{3}\omega ]...}{(j\omega )'[(1-T_{2}^{2}\omega ^{2})+2j\xi _{2}T_{2}\omega ](-1+j\omega T_{3})...}}}
При такому поданні модуль A (ω) = | W (jω) | дорівнює відношенню модулів чисельника і знаменника, а аргумент (фаза) ψ (ω) — різниці їхніх аргументів. У свою чергу, модуль добутку комплексних чисел дорівнює добутку модулів, а аргумент — сумі аргументів.
Модулі та аргументи, що відповідають співмножникам передавальної функції
| Співмножник                          | {\displaystyle A(\omega )}                                                   | {\displaystyle \psi (\omega )} |
| ------------------------------------ | ---------------------------------------------------------------------------- | --- |
| k                                    | k                                                                            | 0 |
| p                                    | ω                                                                            | {\displaystyle {\frac {\pi }{2}}} |
| {\displaystyle p^{2}}                | {\displaystyle \omega ^{2}}                                                  | {\displaystyle \pi } |
| {\displaystyle Tp+1}                 | {\displaystyle {\sqrt {1+T^{2}\omega ^{2}}}}                                 | {\displaystyle \operatorname {arctg} \omega T} |
| {\displaystyle Tp-1}                 | {\displaystyle {\sqrt {1+T^{2}\omega ^{2}}}}                                 | {\displaystyle \pi -\operatorname {arctg} \omega T} |
| {\displaystyle 1-Tp}                 | {\displaystyle {\sqrt {1+T^{2}\omega ^{2}}}}                                 | {\displaystyle -\operatorname {arctg} \omega T} |
| {\displaystyle T^{2}p^{2}+1}         | {\displaystyle \left\|1-T^{2}\omega ^{2}\right\|}                            | {\displaystyle {\begin{matrix}0,&\omega <{\frac {1}{T}}\\\pi ,&\omega >{\frac {1}{T}}\end{matrix}}} |
| {\displaystyle T^{2}p^{2}+2\xi Tp+1} | {\displaystyle {\sqrt {(1-T^{2}\omega ^{2})^{2}+4\xi ^{2}T^{2}\omega ^{2}}}} | {\displaystyle {\begin{matrix}\operatorname {arctg} {\frac {2\xi \omega T}{1-T^{2}\omega ^{2}}},&\omega <{\frac {1}{T}}\\\pi +\operatorname {arctg} {\frac {2\xi \omega T}{1-T^{2}\omega ^{2}}},&\omega \geqslant {\frac {1}{T}}\end{matrix}}} |

Після чого побудуємо годограф для допоміжної функції
{\displaystyle W_{1}(j\omega )=1+W(j\omega )}
, для чого будемо змінювати
{\displaystyle \omega [0;{\mathcal {1}})}
При
{\displaystyle \omega =0,\quad W_{1}(j\omega )=K+1},
а при
{\displaystyle \omega ={\mathcal {1}},\quad W_{1}(j\omega )=1}
(так як n<m і
{\displaystyle W(j\omega )=0}
)
Для визначення результуючого кута повороту знайдемо різницю аргументів чисельника
{\displaystyle \psi _{1}}
і знаменника
{\displaystyle \psi _{2}}
Поліном чисельника допоміжної функції має той же степінь, що і поліном її знаменника, звідки випливає
{\displaystyle \psi _{1}=\psi _{2}}.
Отже, результуючий кут повороту допоміжної функції дорівнює 0. Це означає, що для стійкості замкнутої системи годограф вектора допоміжної функції не повинен охоплювати початок координат, а годограф функції
{\displaystyle W(j\omega )},
відповідно, точку з координатами
{\displaystyle (-1;j0)}

## Запас стійкості САК
Необхідність запасу стійкості визначається такими умовами:
- Відкидання нелінійних доданків при лінеаризації.
- Коефіцієнти, що входять в рівняння, що описує САК, визначаються з похибкою.
- Стійкість дослідження для типових систем за типових умов.

Критерій стійкості Рауса
- Щоб змоделювати запас стійкості, необхідно, щоб елементи першого стовпця були більшими якоїсь фіксованої величини ε>0, що називається коефіцієнтом запасу стійкості.

Критерій стійкості Гурвіца
- Запас стійкості визначається аналогічно запасу стійкості Рауса, тільки ε характеризує значення визначника Гурвіца.

Критерій стійкості Михайлова
- Вписується коло ненульового радіусу з центром в точці О(0; 0). Запас визначається радіусом цього кола. Система нестійка при порушенні критерію Михайлова або при перетині кривої Михайлова з колом.

Критерій стійкості Найквіста
- Тут критичною є точка (- 1; j0), отже, навколо цієї точки будується заборонена зона, радіус якої представлятиме коефіцієнт запасу стійкості.

## Порівняльна характеристика критеріїв стійкості
Частотний критерій Найквіста застосовний, головним чином, коли важко отримати фазові характеристики експериментально. Проте обчислення АФХ, особливо частотних, складніше, ніж побудова кривих Михайлова. Крім того, розташування АФЧХ не дає прямої відповіді на питання: чи стійка система, тобто вимагається додаткове дослідження на стійкість системи в розімкненому стані.
Критерій Михайлова застосовується для систем будь-якого порядку, на відміну від критерію Рауса. Застосовуючи частотний критерій Найквіста і критерій Михайлова, характеристичні криві можна будувати поступово, з урахуванням впливу кожної ланки, що надає критеріям наочність і вирішує задачу вибору параметрів системи з умови стійкості.

## Теорія інтелектуальних САК
Новітнім напрямком ТАК є теорія інтелектуальних САК. Вона вивчає нечітке управління (fuzzy control), яке є однією з гілок теорії інтелектуальних систем. На початку ХХІ ст. застосовується для синтезу нечітких регуляторів, гібридних регуляторів, нечітких пошукових систем автоматичної оптимізації, нечітких пристроїв оцінювання і фільтрації. Теорія інтелектуальних САК опирається на математичну теорію нечітких множин і побудовану на її основі нечітку логіку (fuzzy logic), оперує нечіткою інформацією. При управлінні складними процесами, які не мають точного кількісного математичного опису, нечіткі системи в порівнянні з традиційними мають ряд переваг: кращу перешкодозахищеність, швидкодію і точність.